# Jack Whyte
Jack Whyte (Johnstone, 15 marzo 1940 – Kelowna, 22 febbraio 2021) è stato uno scrittore scozzese naturalizzato canadese, autore di romanzi storici e fantasy.

## Biografia
Originario del Renfrewshire, nacque e crebbe in Scozia ma è vissuto in Canada dal 1967, dopo aver studiato in Inghilterra e in Francia. Risiedeva a Kelowna, Columbia Britannica.
Emigrato in Canada nominalmente per fare l'insegnante liceale di inglese, ha in realtà fatto di tutto, dal cantante e intrattenitore professionista al copywriter, fino al 1995, quando le vendite dei suoi libri gli hanno permesso di diventare scrittore a tempo pieno.

## Opere

### Cronache di Camelot
- I due volumi Il forte sul fiume e Il segno di Excalibur sono stati pensati come un singolo volume, dal titolo The Sorcerer ("Il mago" o anche "Lo stregone", in una possibile traduzione) ma divisi per la pubblicazione sia in italiano che in lingua originale (Part 1 e Part 2).
- I due volumi Le porte di Camelot e La donna di Avalon sono anch'essi parte di un'unica pubblicazione, intitolata Uther, divisa in due nella sola edizione italiana

L'opera più importante di Whyte è il ciclo delle Cronache di Camelot (noto come A Dream of Eagles in Canada e The Camulod Chronicles negli altri paesi di lingua inglese). Questi romanzi storici presentano la storia di Re Artù sullo sfondo della caduta dell'Impero romano d'Occidente in Britannia. A differenza dei racconti usuali - si pensi a La spada nella roccia - Whyte riscrive la leggenda evitando l'uso della magia per spiegare l'ascesa al potere di Artù, ponendo invece l'accento sulle condizioni storiche (con qualche licenza artistica) della Britannia, e sulla necessità di contrastare l'anarchia dopo che i Romani l'avevano abbandonata, lasciandola alla colonizzazione e invasione di varie popolazioni dell'Europa nordoccidentale, come sassoni, juti, franchi e angli.
Il ciclo principale comprende i seguenti libri:
1. La pietra del cielo (The Skystone, 1992) (Piemme, 1998)
2. La spada che canta (The Singing Sword, 1993) (Piemme, 1999)
3. La stirpe dell'Aquila (The Eagles' Brood, 1994) (Piemme, 1999)
4. Il sogno di Merlino (The Saxon Shore, 1995) (Piemme, 2000)
5. Il forte sul fiume (The Sorcerer Part 1: The Fort at River's Bend, 1999) (Piemme, 2001)
6. Il segno di Excalibur (The Sorcerer Part 2: Metamorphosis, 1999) (Piemme, 2002)
7. Le porte di Camelot (Uther, 2001) (Piemme, 2003)
8. La donna di Avalon (Uther, 2001) (Piemme, 2003)
9. La fratellanza dell'impero (The Burning Stone) (Newton Compton Editori, 2019) che rappresenta un prequel rispetto agli otto volumi precedenti [3]

### Io Lancillotto
Successivamente Whyte ha iniziato un nuovo ciclo di romanzi, sempre legati al ciclo arturiano. Il nome utilizzato in Italia per la serie è Io Lancillotto. Il libro originale canadese Clothar the Frank è stato pubblicato spezzato in due parti.
Il ciclo comprende questi libri:
1. Il Cavaliere di Artù (Clothar the Frank, 2004) (Piemme, 2005)
2. Il marchio di Merlino (Clothar the Frank, 2004) (Piemme, 2006)
3. Il destino di Camelot (The Eagle, 2005) (Piemme, 2007)
4. Il sogno di Ginevra (The Eagle, 2005) (Piemme, 2007)

### Trilogia dei Saint-Clair
Dopo aver esplorato il lungo e in largo il ciclo arturiano, Jack Whyte ha ideato una nuova serie, dedicata ad uno dei grandi miti dell'immaginario occidentale, quello del Graal.
La trilogia contiene i romanzi:
1. I custodi del codice (Knights of the Black and White, 2006) (Piemme, 2006)
2. Il leone dei templari (Standard of Honor, 2007) (Piemme, 2008)
3. La caduta dei templari (Order in Chaos, 2009) (Piemme, 2009)

### Cronache di Braveheart
1. I figli della libertà (The Forest Laird, 2010) (Piemme, 2012)
2. Il rinnegato (The Renegade, 2012) (Piemme, 2013)
3. Il guardiano (The Guardian, 2014) (Piemme, 2014)